# Lektoratsordningen
Lektoratsordningen er en ordning hvor det danske forskningsministerium forvalter aftaler og finansiering af sendelektorer og andre former for danske lektorer i udlandet, der bidrager til undervisning og evt. forskning i dansk sprog, kultur og litteratur.
En person med en stilling under ordningen kaldes en sendelektor eller dansk lektor i udlandet, men har ikke samme rang som stillingsbetegnelsen lektor brugt på danske universiteter. Stillingen er midlertidig. De egentlige sendelektorer ansættes efter aftale mellem ministerier og det udenlandske universitet om aflønning, men lektoratsudvalget og ministeriet indgår også i andre samarbejder om danskundervisning i udlandet under forskellige forhold. Der gives også tilskud til eksempelvis undervisningsmateriale og besøg af forfattere fra Danmark.
Ordningen er fastsat ved bekendtgørelse om lektoratsordningen. Der findes tilsvarende ordninger i andre nordiske lande. Danmark, Norge, Sverige, Finland og Island organiserer Samarbejdsnævnet for Nordenundervisning i udlandet (SNU).

## Historie
Lektoratsordningen blev oprettet i 1937 af L. L. Hammerich, som var ordningens første formand. Det var forankret i undervisningsministeriet. Formålet var at sprede kendskab til Danmark i udlandet. Baggrunden var at Københavns Universitet i 1936 nedsatte en komite til organiseringen af samarbejde med udenlandske universiteter, hvilket ifølge Louis Hjelmslev (den efterfølgende formand) var i forlængelse af allerede eksisterende praksis. Universitetet ønskede dog en mere officiel aftale, hvilket ledte til forankringen i ministeriet.
Den grundlæggende tanke om uddannelsesmæssigt samarbejde passede ind i efterkrigstidens ønske om tværnational kooperation indenfor bl.a. universitetsområdet, som det eksempelvis kom til udtryk i ved en UNESCO-konference i 1948. Flere lektorater opstod i denne periode med forskellige former for finansiering. Lektoratet i London blev til efter en privat indsamling blandt danskere i England, mens lektoratet i Paris udelukkende blev finansieret af Danmark. Lektoratet i Kiel blev finansieret ved at Kiel Universitet og Københavns Universitet delte udgifterne. Det blev senere til at ministeriet bidrag fra Danmarks side, hvilket blev modellen for mange andre lektorater. I 1951 var der 14 sendelektorater. I 1960erne blev der økonomisk råderum til flere lektorater. I 1968 var der 17 sendelektorater, i 1972 var 22, 1987 31 og der var 38 i 1994. De første lektorater var primært i Europa og omegn. Det viste sig sværere at oprette dem i USA.
I 1989 blev der sparet på finansieringen, der blev ændret, så Danmark ikke nødvendigvis finansierede stillinger efter danske lønforhold der oftest var højere end i landet hvor en sendelektor var ansat. Samtidigt blev arbejdsopgaverne begrænset til sprogundervisning og kulturformidling, og inkluderer kun forskning efter ønske fra universitetet i udlandet.
I 1999 blev ordningens bevilling udvidet til ca. 10 mio. kr., og der blev indført mulighed for at gøre en ph.d. færdig som man havde påbegyndt i udlandet. Dette var resultatet af en strategiplan. I 2002 blev lektoratsordningen flyttet fra undervisningsministeriet til Ministeriet for Videnskab, Teknologi og Udvikling.
I 2017 blev ordningens 80-års-fødselsdag fejret med deltagelse af Prinsesse Marie.
I 2012 og 2021 var der politiske forslag om at afskaffe ordningen. I 2021 blev der lavet en underskriftsindsamling for at bevare ordningen. I 2023 indeholdt finanslovsforlaget igen en udfasning af ordningen, og finanslovsaftalen indeholdt ikke penge til at fortsætte ordningen efter 2026. I 2024 tildelte finansloven ordningen 4 mio. kroner årligt indtil 2028.

## Lektoratsudvalget
Ministeriet rådgives af lektoratsudvalget om faglige spørgsmål. De laver også indstillingerne til universiteter om hvem de skal ansætte. Det består af en formand og fire medlemmer, som er udpeget af ministeren efter indstilling fra Danske Universiteter, og som er ansatte på universiteter i Danmark. Medlemmerne er ansvarlig for hver deres region.